# Сакудабелі
Сакудабелі (груз. საყუდაბელი) — село в Грузії.
За даними перепису населення 2014 року в селі проживає 154 особи.